# احمد شهزاد
احمد شهزاد (اردو: احمد شہزاد؛ زاده ۲۳ نوامبر ۱۹۹۱) یک ورزشکار اهل پاکستان است.